# Mediodía

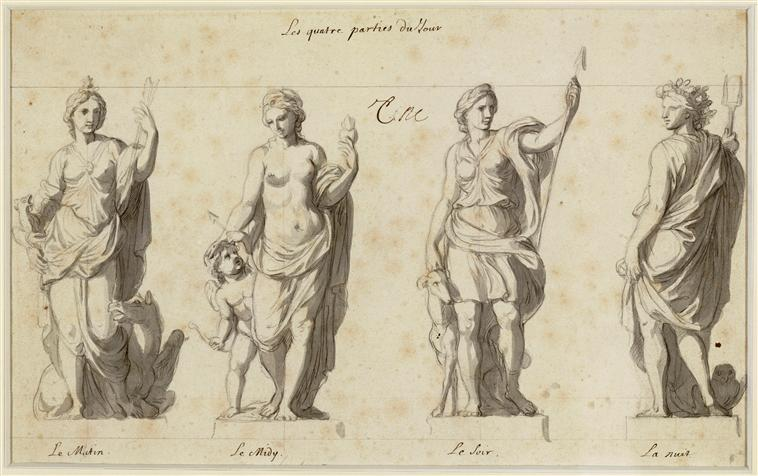
Las cuatro partes del día de Charles Le Brun

El mediodía es el momento en que el Sol está más cerca del cénit (culminación). Las sombras, que en ese momento son las menores del día, apuntan exactamente al norte en la zona templada boreal y al sur en la zona templada austral.
Coloquialmente se la nombra como las 12:00 (‘las doce’) o las 12:00 m. (‘las doce del mediodía’), que proviene del término latino «12 merídiem».
Estos dos instantes no coinciden por varias razones:
- La hora que marca el reloj es una hora civil que rige en un territorio, mientras la hora de Sol es local y depende de la longitud cartográfica del observador.[2]
- A lo largo del año, el Sol se adelanta o retrasa hasta 16 minutos. Véase ecuación de tiempo.
- Adelanto o retraso estacional de una hora para ahorrar energía.[3]
- Este momento del día concuerda en un horario entre las 12:00 y las 12:01. Por consiguiente, se dice simplemente «las doce del día» o «las doce del mediodía».

A efectos de comunicar la hora, se recomienda la denominación 12:00 m. (‘las doce del mediodía’). La mayoría de los relojes la marcan como 12:00 p. m. para distinguirla de las 12:00 a. m.; lo cual corresponde a la medianoche.
A veces se prefiere mencionar el mediodía de la siguiente manera: 11:59 a. m.[cita requerida]
No es usual ni correcto denominarlo 12:00 m. d. porque «m. d.» sería la abreviación de ‘medio día’, que no es lo mismo que «mediodía»:
«Me pasé medio día trabajando despierto, desde las 10:00 hasta las 15:00».
Este momento del día es el que suele aprovechar la mayoría de las personas en el mundo para tomar el almuerzo (llamado también en algunos lugares «comida» o «colación»).

## Mediodía solar
El mediodía solar es el momento cuando el sol aparece en el punto más alto del cielo, comparado con sus posiciones durante el resto del día.
Ocurre cuando el Sol transita el meridiano celestial.
Así también se originaron las locuciones ante meridiem (‘antes del mediodía’ o a. m.) y post meridiem (‘después del mediodía’ o p. m.).
El Sol está directamente sobre las cabezas al mediodía solar en el ecuador sobre los equinoccios; en la latitud del trópico de Cáncer (23° 26′ 22″ N) en el solsticio de junio; y en el trópico de Capricornio (23° 26′ 22″ S) en el solsticio de diciembre.
El concepto correcto en astronomía es el primero, es decir, es mediodía en un lugar cuando el Sol culmina.
Debido a las diferentes localidades dentro de una misma zona del tiempo, hay gran coincidencia que para una particular longitud, el instante del mediodía solar ocurriría a la hora local del mediodía, pero ocurre en algunas localidades dentro de una zona del tiempo cada día donde el ahorro de luz solar no se observa, a diferentes y precisas longitudes de cada día.
El mediodía correspondiente a cualquier longitud y día desde el 1 de enero de 2000 se puede calcular (aproximadamente) usando la ecuación:
mediodía solar aproximado {\displaystyle =~2451545+0,0009+{\dfrac {l_{o}}{360}}+redondeo(J_{fecha}-2451545-0.0009-{\dfrac {l_{o}}{360}}){\dfrac {}{}}}
donde:
Jfecha es la fecha;
lo es la longitud oeste (la oeste es positiva, y la este es negativa) para el observador sobre la Tierra.

## Geografía
En muchas culturas del hemisferio norte, el mediodía tiene una asociación con el sur, ejemplos de esto hay en los idiomas francés (Midi o Mediodía francés, que se refiere a la región provenzal, en el sur de Francia) e italiano (Mezzogiorno o Mediodía italiano, que se refiere a la región calabresa y siciliana, en el sur de Italia).